# Adice

Adiční reakce u molekuly s dvojnou vazbou: chlorace ethenu

Adice nebo adiční reakce (latinsky addere, česky přidat) je jednou z typických reakcí v organické chemii. Při této reakci jsou alespoň dvě molekuly spojeny a dochází přitom k zániku násobných vazeb (π - pí vazeb) nebo otevření cyklické molekuly za vzniku jednoduchých vazeb (σ - sigma vazby).

Adiční reakce u molekuly s trojnou vazbou: bromace ethynu

K adičním reakcím dochází u molekul s těmito vazbami:
- molekuly s dvojnou vazbou uhlík-uhlík

- molekuly s trojnou vazbou uhlík-uhlík
- cyklické molekuly
- molekuly s dvojnými vazbami uhlík-halogen, kyslík, síra nebo dusík (například C=Cl, C=O, C=S nebo C=N)

Uhlovodíkům s vícenásobnými vazbami se říká nenasycené, neboť nemají maximální počet atomů vodíku vázaných na každý atom uhlíku. Jsou sice stabilní, ale energeticky méně výhodné než nasycené uhlovodíky. Proto je snadné převést vícenásobné vazby nenasycených uhlovodíků na jednoduché vazby nasycených uhlovodíků.
Polyadice je opakovanou adicí za vzniku polymerních látek. Opakem adice je eliminace, kdy odštěpením atomů (nebo skupin atomů) vznikne násobná vazba nebo dojde k uzavření cyklu.

## Typy adičních reakcí

Adiční reakce od shora: elektrofilní adice na alken, nukleofilní adice nukleofilu na karbonyl a radikálová adice halogenidu na alken

Existují tyto základní adiční reakce:
- elektrofilní adice
- nukleofilní adice
- iontové reakce (polární, heterolytické)
- radikálové reakce (homolytické)

Podle atomů, které se navazují při adici na dvojnou nebo trojnou vazbou se adiční reakce dělí na:
- symetrické (například připojení H–H, F–F)
- asymetrické (například připojení H–Cl, H–Br)

Z hlediska prostorového uspořádání se rozeznává:
- cis-adice (dvě částice se připojují k násobné vazbě z jedné strany)
- trans-adice (dvě částice se připojují k násobné vazbě z opačných stran)
- cyklo-adice (za vzniku nového kruhu, viz též Dielsova-Alderova reakce) a jiné.

Větší celky, které se při adiční reakci vytvářejí, lze rozdělit na dvě skupiny:
- sloučeniny, které jsou poutány fyzikálními silami a jsou většinou méně stálé.
- sloučeniny, ve kterých se vytvořily nové chemické vazby a jsou většinou stálé.

## Příklady
Hydrogenace
Adice vodíku se nazývá hydrogenace. Při reakci se zpravidla používá katalyzátor, který aktivuje vodík jeho vazbou na kovový povrch (Pt, Pd). Při adicí vodíku na dvojnou vazbu ethenu vzniká ethan s vazbou jednoduchou:
H2C=CH2 + H2 → CH3–CH3
Chlorace
Adice chloru se nazývá chlorace nebo obecněji halogenace. Ethen reaguje s chlorem za vzniku dichlorethanu:
H2C=CH2 + Cl–Cl → CH2+–CH2–Cl + Cl− → Cl–CH2–CH2–Cl

## Pravidla pro adici
Markovnikovovo pravidlo
- Při elektrofilní adici se elektrofilní část činidla (H+, Br+, BH2+ atd.) aduje na uhlík, kde vznikne méně stabilní iont, zpravidla s větším počtem vodíků.
- Elektrofilní adice probíhá na dvojné a trojné vazbě.

Kharaschovo pravidlo
- Při radikálové „adici“ na alkeny se kladnější část činidla vlivem vnějších podmínek (UV záření, přítomnost radikálů) „aduje“ na uhlík s menším počtem vodíků.